# 튀니지 아랍어

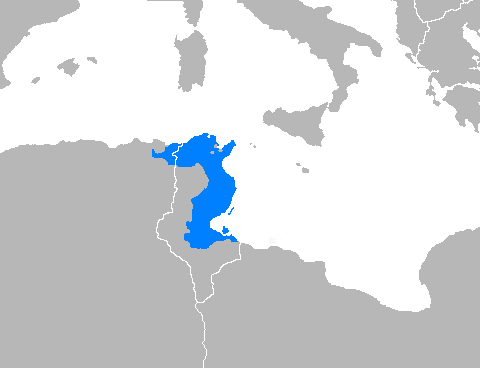
튀니지 아랍어의 사용지역

튀니지 아랍어(아랍어: تونسي)는 튀니지 지역에서 사용되는 마그레브 아랍어 방언의 일종이다. 약 1100만 명의 화자가 있으며 튀니지의 공용어로 지정된 표준 아랍어와 대비되는 일상 언어로 쓰인다. 알제리 아랍어와 서부 리비아 아랍어와 유사하다. 특히 과거 시칠리아 토후국에서 쓰이던 시칠리아 아랍어와 함께 몰타어와 가장 가까운 방언 중 하나이다.

## 같이 보기
- 마그레브 아랍어